# Barciany (stacja kolejowa)
Barciany – dawna wąskotorowa stacja kolejowa w Barcianach, w województwie warmińsko-mazurskim, w Polsce.